# Husitská lípa na Ostaši
Husitská lípa na Ostaši byl památný strom – lípa malolistá rostoucí za posledním domem osady Ostaš (bývalý Pohlův hostinec) v obci Žďár nad Metují. Zákonná ochrana byla vyhlášena v roce 1981 pro vzrůst a věk stromu. V červnu 2013 byla lípa, která se nacházela poblíž cesty na vrchol stolové hory Ostaš, vyvrácena poryvy větru.

## Základní údaje
- název: Husitská lípa[3], Žižkova lípa[3]
- výška: 23 m[1], 29 m (2001)[4], 28 m[5]
- obvod: 460 cm[1], 490 cm, 462 cm (2001)[4], 462 cm[5]
- průměr koruny: 17 m (2001)[4]
- věk: přes 700 let (pověst), kolem 200 let (odhad)
- sanace: 1984, 1994

## Stav stromu a údržba
Kmen se dělil na tři kosterní větve, jedna se vylomila za bouřky roku 1984. V témže roce ránu ošetřila základní organizace Českého svazu ochránců přírody z Červeného Kostelce zarovnáním řezem a překrytím šindelem.
Na další ošetření došlo v září 1994. Provedli jej Antonín Šnajdr z Náchoda a Markéta Dubnová z Lipí. Vyřezali z koruny zlámané i uschlé větve a výmladky. Odstranili i šindel - rána byla po deseti letech již velmi dobře zavalena kalusem.
Bez újmy přečkala orkány Kyrill (2007) a vichřici Emmu (2008), před kterými ji uchránila stolová hora Ostaš. Dne 25. června 2013 lípa padla v důsledku poryvů větru ze severní strany. Původně před nimi byla chráněna lesem, který byl krátce před jejím zánikem vykácen. Po dohodě s Lesy České republiky byl padlý strom na místě ponechán, stejně tak i pařez, na kterém zůstaly živé výmladky, z nichž by strom mohl znovu vyrazit.

## Historie a pověsti
K lípě se váže pověst historicky spadající do období května 1421. Když katolické vojsko vpadlo do Police nad Metují, kde se přijímalo pod obojí, obyvatelé se rozhodli utéct na zalesněnou horu Ostaš. Katolíci je ale nepřestali pronásledovat, muže, děti a starce umučili. Ženy potom přivázali nebo přibili za vlasy ke kmeni a větvím staré lípy. Když se Žižka o události dozvěděl, vytáhl s vojskem proti Broumovu, rozbořil klášter v Polici a vystoupil na Ostaš a u lípy se pomodlil za zabité kališníky.

## Další zajímavosti
Lípě byl věnován prostor v pořadu České televize Paměť stromů, konkrétně v dílu č. 7, Žižkovy stromy.

## Památné a významné stromy v okolí
- Berkova lípa
- Štajerova lípa
- Vavřenova lípa
- Barešova lípa